# Oberes Schiltachtal, Bernecktal
Unter der Bezeichnung Oberes Schiltachtal, Bernecktal wird ein vom Landratsamt Rottweil am 1. Februar 1953 durch Verordnung ausgewiesenes Landschaftsschutzgebiet auf dem Gebiet der Stadt Schramberg geführt.

## Lage
Das Landschaftsschutzgebiet Oberes Schiltachtal, Bernecktal liegt südlich der Schramberger Talstadt und zieht sich entlang des Schiltach- und Bernecktals ca. 3,5 km Richtung Hardt. Im Gebiet liegt die Ruine Falkenstein.

## Landschaftscharakter
Das von zahlreichen Felsbildungen und Blockhalden geprägte Schwarzwaldtal ist nahezu vollständig bewaldet. Der Oberlauf der Schiltach, die Berneck, durchfließt das Tal von Süden nach Norden, größtenteils bildet sie die westliche Gebietsgrenze. Sie wird von der Landesstraße 175 begleitet.

## Zusammenhängende Schutzgebiete
Das Landschaftsschutzgebiet Schiltachtal vom Teufelskopf bis Hohenschramberg schließt nördlich mit einem kleinen Abstand von nur ca. 45 m an. Das Gebiet gehört größtenteils zum FFH-Gebiet Schiltach und Kaltbrunner Tal und etwa zur Hälfte zum Vogelschutzgebiet Mittlerer Schwarzwald. Es liegt im Naturpark Schwarzwald Mitte/Nord.